# Miguel Ángel Muñoz Benítez
Pour les articles homonymes, voir Muñoz.
Miguel Ángel Muñoz Benítez, né le 22 février 1970 à Madrid (Espagne), est un footballeur espagnol qui jouait au poste d'attaquant.

## Biographie
Miguel Ángel dispute un total de 311 matchs en deuxième division, inscrivant 67 buts, et 159 matchs en troisième division, marquant 30 buts. Il réalise sa meilleure performance lors de la saison 1995-1996, où il inscrit 13 buts en deuxième division avec Leganés. Cette saison là, il est l'auteur d'un triplé le 29 octobre 1995, lors de la réception du RCD Majorque (victoire 3-2).
Il est le meilleur buteur de l'histoire du CD Leganés avec 65 buts. Il est aussi le joueur qui a disputé le plus de matches sous le maillot de Leganés (283 matches).

## Palmarès
- Vice-champion d'Espagne de D2 en 2004 avec le Getafe CF
- Champion d'Espagne de D3 (Groupe I) en 1993 avec le CD Leganés